# Усатая синица
Уса́тая сини́ца (лат. Panurus biarmicus) — вид воробьинообразных птиц, единственный в роде и семействе усатых синиц (Panurus и Panuridae соответственно). Согласно филогенетическим данным, полученным в результате исследования митохондриальной и ядерной ДНК, вероятными родственниками усатой синицы являются жаворонковые. Несмотря на название, вид не имеет отношения к семейству синицевых.

## Описание
Длина птицы составляет от 14 до 15,5 см. Оперение светлое, жёлто-коричневое. Половозрелый самец имеет светлую голубовато-серую окраску головы с длинной чёрной «бородой» и белым горлом (поэтому в ряде источников эти птицы называются бородятками или бородатыми синицами). Перья хвоста снизу белые. У половозрелой самки голова бежево-коричневого цвета без чёрной «бороды». Горло грязно-белого, а перья хвоста снизу бежевого цвета. Молодые птицы походят на взрослых самок, однако имеют чёрную середину пальто и чёрные области в хвосте. Их оперение скорее жёлто-бежевое.

### Голос
Призывный крик усатой синицы узнаваем по оживлённому, звучащему в нос «пшинг» в камышовых зарослях, далёкому раскатистому «чирр» и тихому щёлкающему «петт». Её пение состоит в общем из 3—4 нечистых хрустящих звуков, примерно «пшин-дшик-чрээ».

## Распространение
Усатая синица обитает в пространных плавнях. Распространена от Западной Европы до Маньчжурии, но не повсеместно (см. карту). В Центральной Европе основное распространение — на побережьях Северного и Балтийского моря, а также на Нойзидлер-Зе в Австрии. Численность популяции подвержена сильным колебаниям, особенно на севере ареала. Суровыми зимами случается, что на севере вымирают все популяции. Осиротевшие жизненные пространства позже снова заселяются мигрирующими усатыми синицами.
В России встречается по югу до Забайкалья, а также вдоль западных границ.

## Размножение
Для токования важное значение имеет не пение усатой синицы, а демонстрация брачного наряда. Самец показывает всё великолепие своего оперения. Усатые синицы гнездятся дважды в год. Гнездо — глубокая чашка у основания камыша поблизости от воды. Оно состоит из прошлогоднего камыша и выложено внутри метёлками камыша. Птицы объединяются ещё будучи молодыми в пары, которые остаются неразлучны на протяжении всей жизни.

## Питание
Летом эти птицы питаются насекомыми и пауками, а зимой семенами растений.

## Угрозы
Только в Европе согласно МСОП обитает 490—960 тысяч усатых синиц, поэтому вид не находится под угрозой.